# Yūichi Togashiki
Yūichi Togashiki  (jap. 渡嘉敷 祐一, Togashiki Yūichi; * 29. November 1955 in der Präfektur Tokio) ist ein japanischer Jazz- und Studiomusiker (Schlagzeug).
Yuichi Togashiki arbeitete ab den 1970er-Jahren in der Tokioter Musikszene u. a. mit Eiji Arai & The Beatsounds und mit Izumi Kobayashi & Flying Mimi Band, im Bereich des Jazz mit Kiyoshi Sugimoto, Hiromasa Suzuki, Nobuyuki Shimizu, Toots Thielemans (Apple Dimple, Denon 1985), Jake H. Concepcion, Yasuaki Shimizu, Masanori Sasaji, Mikio Masuda, Hiroko Kokubu und Makoto Ozone. Ferner gehörte er der Formation The Players an und arbeitete er mit den Sängerinnen Yasuko Agawa, Salena Jones, Harumi Kaneko, Masako Miyazaki, Eri Ohno, Anli Sugano und Nancy Wilson (Keep You Satisfied, 1985). In den 1990er- und 2000er-Jahren arbeitete er weiterhin mit Shinobu Ito, Kimiko Itoh und zuletzt mit Keiko Lee (Smooth, 2011, mit George Duke, Soichi Noriki, Akira Okazawa). Im Bereich des Jazz listet ihn Tom Lord zwischen 1976 und 2010 bei 44 Aufnahmesessions. Als Studiomusiker wirkte er außerdem ab 1978 bei Musikaufnahmen für zahlreiche Computerspiele mit.